# ایگن ایم ماهلکریز
ایگن ایم ماهلکریز (به آلمانی: Aigen im Mühlkreis) یک شهر بازاری و municipality of Austria در اتریش است که در Rohrbach District واقع شده‌است.

## خصوصیات
ایگن ایم ماهلکریز ۱۷ کیلومترمربع مساحت دارد ۶۰۰ متر بالاتر از سطح دریا واقع شده‌است.